# Якобсит

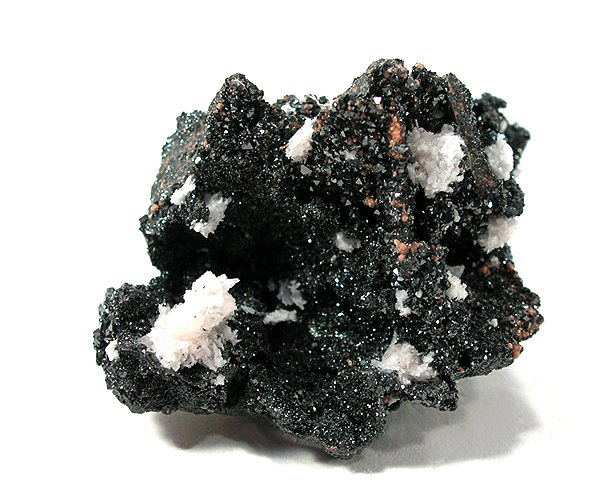
Якобсит, Копальня N'Chwaning Mines, Куруман, Північна Капська провінція, Південна Африка. Розмір 3,8×3,5×3,2 см

Якобсит (рос. якобсит; англ. jacobsite; нім. Jacobsit m) — мінерал, оксид мангану і оксид заліза координаційної будови. Група шпінелі (феришпінелі).

## Етимологія та історія
Якобсит був вперше виявлений у колишній шахті залізної та марганцевої руди Якобсберг (♁59° 49′ пн. ш., 14° 6′ сх. д.) приблизно за 2 км на південь від Нордмарка у шведському муніципалітеті Філіпстад (Вермланд). Перший опис був зроблений в 1869 році французьким мінералогом Огюстеном Алексісом Дамуром (1808—1902), який назвав мінерал за типовою місцевістю.
Типовий матеріал мінералу зберігається в Музеї природознавства у Стокгольмі.

## Загальний опис
Хімічна формула:
- 1. За Є. К. Лазаренком та К.Фреєм: MnFe2O4.
- 2. «Fleischer's Glossary» (2004): (Mn, Fe, Mg)(Fe, Mn)2O4.

Утворює ізоморфні ряди з магнетитом та франклінітом. Містить (%): MnO — 30,76; Fe2O3 — 69,24. Домішки: FeO, MgO. Сингонія кубічна. Гексоктаедричний вид. Форми виділення: октаедричні і ромбоедричні кристали, щільні маси, округлі зерна. Спайність недосконала по (111). Густина 4,75-4,93. Твердість 5,5-6,5. Колір чорний до бурувато-чорного. Блиск металічний і напівметалічний. Риса червонувата або бурувато-чорна. Непрозорий. Злом раковистий. Магнітний. Ізотропний. Супутні мінерали: оксиди заліза і манґану, силікати манґану, зокрема, родохрозит, брауніт, гаусманіт, псиломелан, галаксит, брауніт, піролюзит, коронадит, гематит, магнетит.

## Розповсюдження
Зустрічається в контактово-метасоматичних, гідротермальних осадових залізо-манґанових родов. Якобсберґ і Лонґбан (Швеція) разом з оксидами заліза і манґану та манґановими силікатами. Крім того, відомий в метаморфізованих осадових родовищах залізо-манґанових руд в Центральному Казахстані (Атасуйський р-н), а також в Індії (Андхра-Прадеш), Півострів Ллін, Уельс; поблизу Цумебу, район Отіваронго, Намібія; Капська провінція, Південна Африка; Брокен-Гілл, Новий Південний Уельс; Південна Австралія; в Японії, префектура Сага, 
префектура Івате, префектура Кочі; Байя, Бразилія. У США, Північна Кароліна.
Рідкісний.

## Застосування
Входить до складу деяких залізо-марганцевих або марганцевих руд.

## Різновиди
Розрізняють:
- якобсит залізистий, фероякобсит (різновид якобситу, що містить до 18,68 % FeO),
- якобсит магніїстий, магноя-кобсит (різновид якобситу з родов. Лонґбан, Швеція, який містить до 9,26 % MgO),
- якобсит манґановий, манґаноякобсит (різновид якобситу із співвідношенням Mn2O3 : Fe2O3 = 3 : 7).